# A.E.I.O.U.

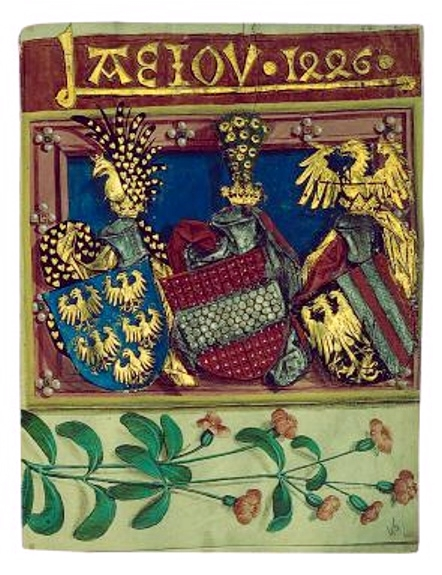
Iluminación de un libro de Federico III, 1446

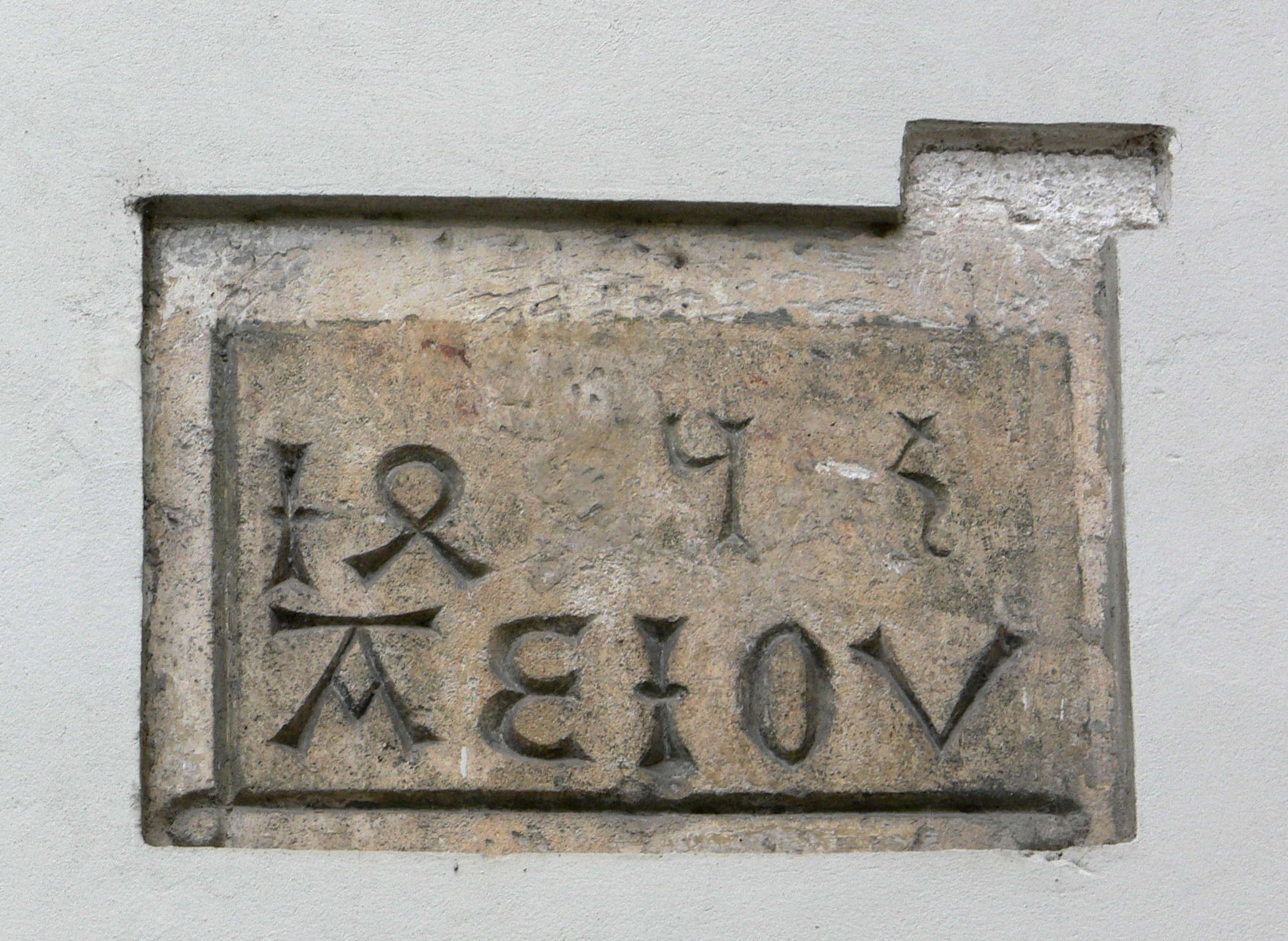
Inscripción en el château de Graz en Graz, 1453

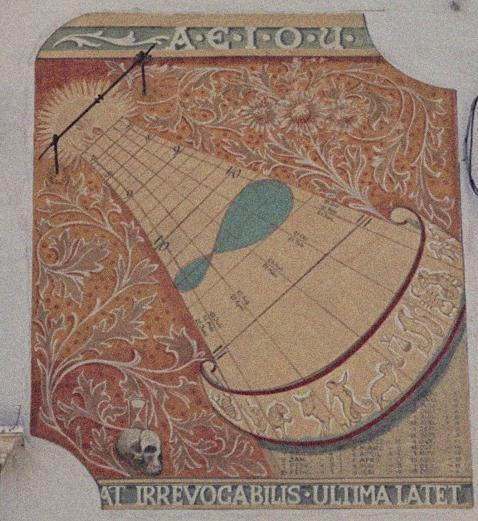
Reloj solar en Merano.

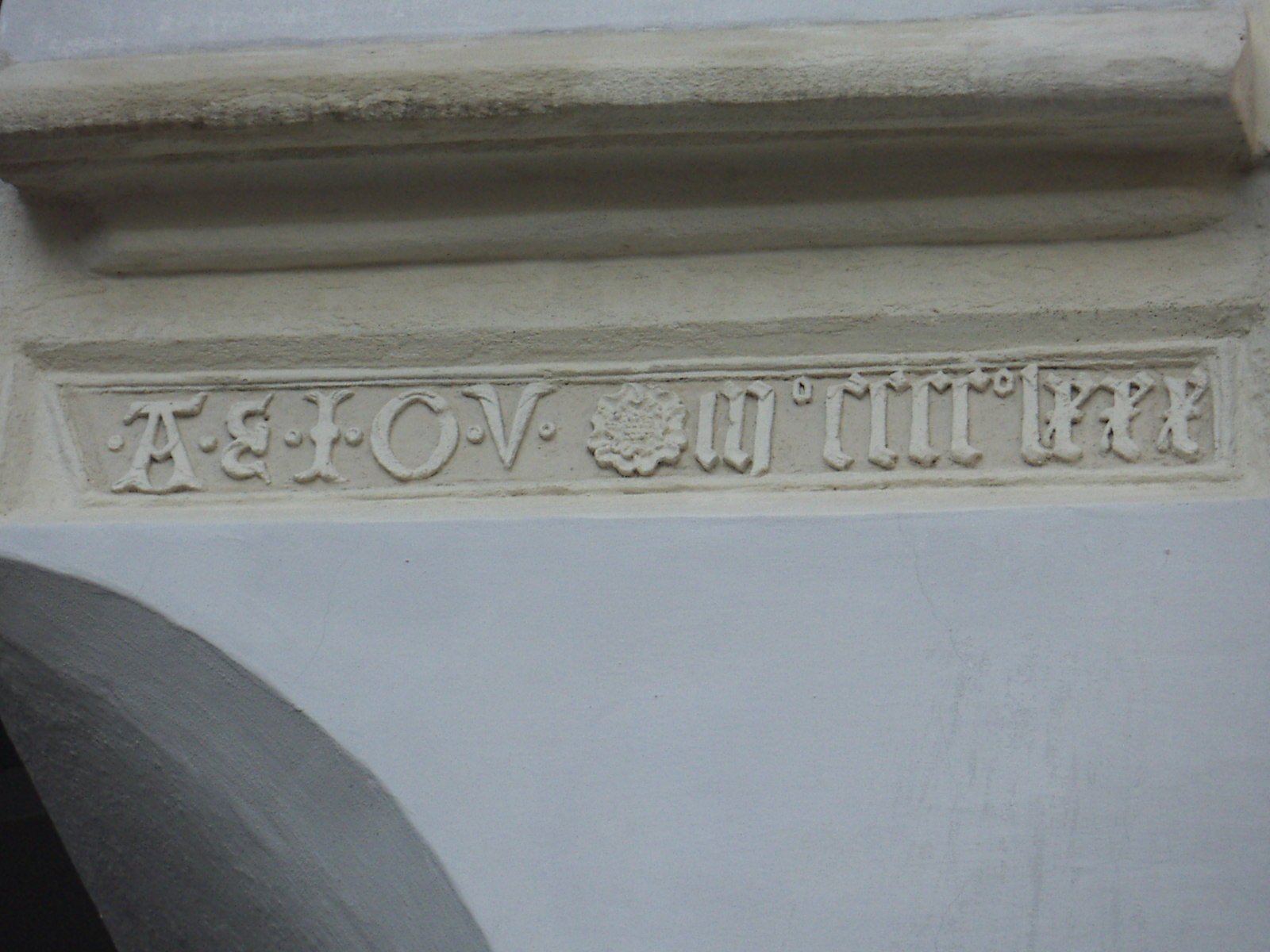
Inscripción con el lema A.E.I.O.U.

A.E.I.O.U., o AEIOU, es el monograma de la divisa utilizada por los emperadores de la familia Habsburgo. El emperador Federico III (1415-1493), aficionado a las fórmulas esotéricas, solía firmar con este monograma su vajilla, su escudo de armas y sus castillos, como el castillo de Wiener Neustadt y el castillo de Linz o incluso en la catedral de Graz. Hoy en día, A.E.I.O.U. es el lema de la Academia Militar Teresiana establecida en 1751.[cita requerida] Es mundialmente famoso y probablemente el lema más conocido.

## Significado
Federico III no dio el significado de este acrónimo, pero algunos autores sugieren que habría querido decir, en alemán, Alles Erdreich ist Oesterreich untertan o «Toda la tierra está sujeta a Austria». Sin embargo, se han presentado otras interpretaciones que suelen reforzar la importancia política, a partir de las frases latinas como estas:
- Austria est imperio optime unita ("Austria está muy bien unida por su imperio").
- Austria erit in orbe ultima ("Austria existirá hasta el fin del mundo")[2][3]
- Austriae est imperare orbi universo ("El destino de Austria es gobernar el mundo entero").[2]

En 1951, Eugen Rosenstock-Huessy sugirió la interpretación[¿dónde?]:
- Austria Europae Imago, Onus, Unio ("Austria es la imagen y la carga de la unidad de Europa").

En inglés se ha propuesto:
- Austria’s empire is our universe ("El Imperio de Austria es nuestro universo").[4]